# Jean-Roland Mallet
Jean-Roland Mallet - algunos escriben Malet - (ca. 1675 - 12 de abril de 1736) fue un historiador y académico francés, nacido y fallecido en París, autor de Comptes rendus de l'administration des finances du royaume, obra que fue la fuente más importante de datos económicos y financieros de Francia, bajo el Antiguo Régimen. Fue elegido miembro de la Academia francesa para el asiento número 40, en 1714.

## Datos biográficos
Hijo de un maestro carpintero, fue comisario general de víveres de la marina en el departamento de Caen, y después secretario de Luis XIV de Francia y tesorero de las pensiones militares en 1707. Fue elegido miembro de la Academia Francesa en 1714 por haber escrito una Ode sur les glorieux succès des armes du Roy (Oda a los gloriosos sucesos de armas del Rey), que ganó el premio de poesía a juicio de los señores de la Academia. Fue después comisario de Nicolas Desmarets, contralor general de las finanzas y sobrino de Jean-Baptiste Colbert, para quien redactó los reportes de la administración de las finanzas del reino: Comptes rendus de l'administration des finances du royaume. 
El título completo de la obra que fue acabada hacia 1720 aunque publicada hasta 1789 bajo el nombre de Jean-Roland Mallet fue, en francés, Comptes rendus de l'administration des finances du royaume de France pendant les onze dernières années du règne de Henri IV, le règne de Louis XIII et soixante cinq années de celui de Louis XIV avec des recherches sur l'origine des impôts sur les revenus et dépenses de nos rois, depuis Philippe le Bel jusqu'à Louis XIV et différents mémoires sur le numéraire et sa valeur sous les trois règnes ci-dessus.